# Ereteken voor Orde en Vrede
Het Ereteken voor Orde en Vrede werd door Koningin Wilhelmina der Nederlanden op 2 december 1947 in een Koninklijk Besluit ingesteld.
De onderscheiding werd ingesteld terwijl de eerste van de zogenaamde politionele acties, de zogenaamde "Operatie Product", een mislukte poging om het eilandenrijk in de Oost met militair geweld weer onder Nederlands gezag te brengen, nog in volle gang was. De tienduizenden Nederlandse militairen moesten voor hun inzet kunnen worden beloond en hooggestemde titel duidt op de aspiratie van de Nederlanders om wat zij als "orde en vrede" zagen, de Indonesiërs zouden het "koloniale onderdrukking" noemen, te herstellen.
Het ereteken wordt toegekend aan de militairen van de drie toenmalige krijgsmachtonderdelen en het Koninklijk Nederlands-Indisch Leger die in het toenmalige Nederlands-Indië, dan wel Indonesië, en de aangrenzende zeegebieden, tussen 3 september 1945 en 4 juni 1951 ten minste drie maanden in werkelijke dienst zijn geweest.

Volgens de formele eisen van het Koninklijk Besluit liep de toekenningsdatum tot 27 december 1949 (de datum waarop de soevereiniteitsoverdracht aan de regering van Soekarno plaats had). Na veertig jaar is deze periode alsnog verruimd tot de periode tussen 3 september 1945 en 4 juni 1951. Nederlandse troepen waren tot 1951 in Indonesië gelegerd en hebben geholpen bij het overdragen van administratieve, politionele en militaire functies aan Indonesische bestuurders en militairen en het evacueren van duizenden Nederlandse onderdanen die op eigen wens uit de nieuwe Republiek Indonesië werden gerepatrieerd.

Het ereteken kon ook aan burgers worden toegekend die zich in de gestelde periode in het toenmalige Nederlands-Indië verdienstelijk hebben gemaakt voor de strijdkrachten.
Het ereteken, eventueel met gesp of gespen kan postuum worden toegekend. Van postuum toegekende gespen is in het Koninklijk Besluit geen sprake.
Het ereteken wordt niet toegekend aan militairen van de krijgsmacht die na 27 september 1949 dienst hebben verricht in het toenmalige Nederlands-Nieuw-Guinea en aangrenzende zeegebieden, dan wel in Indonesië in het kader van de Nederlandse Militaire Missie maar het Ministerie van Defensie beoordeelt nog steeds voordrachten en aanvragen.Men kan de onderscheiding ook voor zichzelf aanvragen.

## Het ereteken
Het Ereteken voor Orde en Vrede is van brons en heeft de vorm van een achtpuntige kompasster. De bovenste streek van het kompas, het Noorden, is vervangen door een beugelkroon. In het midden van de ster is een cirkelvormig medaillon afgebeeld waarop een W, het monogram van de stichteres, is geplaatst binnen een dichtgeknoopte kousenband met het opschrift "ORDE - VREDE". Tussen het medaillon en de kroon zijn twee gekruiste Nederlandse stormdolken geplaatst. Het ereteken is iets meer dan vier centimeter breed en bijna vijf centimeter hoog.

Omdat Nederlandse onderscheidingen door militairen meestal "opgemaakt" worden gedragen, men vouwt en plooit de linten op Pruisische wijze tot een "U" vorm en naait het kleinood daar op vast, zijn onder de kroon twee kleine gaten aangebracht, Bij militair opgemaakte linten kan daar het garen doorheen worden gehaald.

De keerzijde is vlak met in een uitgediept cirkelvormig vlak in het midden de afkortingen "KON.-BEGEER VOORSCHOTEN" en "F.S.INV.", welke staan voor de fabrikant (Koninklijke Begeer) en de ontwerper, de vormgever Frans Smits. Smits ontwierp ook het Mobilisatie-Oorlogskruis
Het ereteken wordt gedragen aan een 27 millimeter breed zijden lint en is verdeeld in vijf gelijke banen. De banen zijn rood, wit, blauw, wit en rood, de kleuren van de Nederlandse vlag.
Op het lint kunnen gespen worden gedragen. Deze bronzen gespen dragen een jaartal. Op de gesp wordt een jaartal aangegeven. Voor elk jaar dat er daadwerkelijk aan gevechten met vijandelijke eenheden werd deelgenomen werd een gesp toegekend. Oorspronkelijk waren er vijf gespen: "1945", "1946", "1947", "1948" en "1949". Toen de periode waarvoor het ereteken wordt toegekend werd verruimd werden er, heel consequent, ook twee gespen aangemaakt; zij dragen de jaartallen "1950" en "1951".
De militairen en burgers die recht hebben op een gesp maar niet op het ereteken zelf, misschien waren zij twee maanden in de Oost en hebben zij in die periode wel aan gevechten deelgenomen, dragen hun gesp desondanks op het ereteken.
|  |  |  |  |

Wanneer alleen het lint in de vorm van een baton op een uniform gedragen wordt mogen de gespen aangegeven worden door gebombeerde, dat wil zeggen naar boven toe puntige, zevenpuntige bronzen sterretjes. Bij drie of vier gespen en drie of vier sterren wordt de breedte van de baton vergroot tot 37 millimeter in plaats van de gebruikelijke 27 millimeter. Er mogen desondanks niet meer dan 4 sterren op de baton worden gedragen. Het Ereteken voor Orde en Vrede, het Ereteken voor Belangrijke Krijgsbedrijven en het Oorlogsherinneringskruis zijn de enige onderscheidingen waarbij op de batons meer dan drie sterren worden gedragen en de enige Nederlandse batons die breder zijn dan de standaardmaat.